# Aetobatus flagellum
Aetobatus flagellum är en rockeart som först beskrevs av Bloch och Schneider 1801.  Aetobatus flagellum ingår i släktet Aetobatus och familjen örnrockor. IUCN kategoriserar arten globalt som starkt hotad. Inga underarter finns listade i Catalogue of Life.